# Список островов Чили
Ниже представлен список островов государства Чили площадью более 500 км², таковых насчитывается 28 штук.
В данный список не включены острова Антарктики, на которые Чили лишь претендует (Чилийская антарктическая территория; см. также Список антарктических и субантарктических островов).

## Список
Сортировка по убыванию площади
| Название        | Площадь, км² | Высшая точка, м | Население, чел. | Комментарии, ссылки |
| --------------- | ------------ | --------------- | --------------- | --- |
| Огненная Земля  | 47 992       | 2488            | 172 797         | 38,57 % площади острова принадлежат Аргентине. Главный остров одноимённого архипелага. 29-й по площади остров мира и 144-й по количеству жителей. |
| Чилоэ           | 8394         |                 | 186 933         | Главный остров одноимённого архипелага. 86-й по площади остров мира и 138-й по количеству жителей. |
| Веллингтон      | 5555,7       | 1520            | 340             | |
| Риеско          | 5110         | 1682            | 156             | |
| Осте            | 4117         | 1402            | 0               | |
| Санта-Инес      | 3688         | 1341            | 0               | |
| Магдалена       | 2024,6       | 1676            | 0               | Не следует путать с чилийским же островом Магдалена, расположенным в Магеллановом проливе и имеющим гораздо меньшую площадь. |
| Десоласьон      | 1352         | 1128            | 0               | |
| Досон           | 1290,3       | 975             | 415             | После военного переворота 1973 года остров использовался в качестве концлагеря для высокопоставленных чиновников свергнутого режима. Здесь отбывали наказание около сотни министров и сенаторов, генеральный секретарь КПЧ и др. es:Dawson isla 10 (libro) |
| Кампана         | 1187,8       | 1311            | 0               | |
| Капитан-Арасена | 1164         | 1158            | 0               | |
| Кларенс         | 1110,5       | 914             | 5               | |
| Мадре-де-Дьос   | 1042,9       | 755             | 0               | На острове расположены самые глубокие пещеры страны (до 370 м). |
| Мельчор         | 863,5        | 1127            | 0               | Крупнейший остров архипелага Чонос. |
| Ганновер        | 812          | 1158            | 0               | На острове происходит действие романа Жюля Верна «Два года каникул». |
| Прат            | 760,8        | 1341            | 0               | |
| Чатем           | 696,4        | 1310            | 0               | |
| Лондондерри     | 643,1        | 1548            | 0               | |
| Реннелл         | 643          | 448             | 0               | Два острова примерно одинаковой площади расположены настолько близко друг к другу, что часто считаются единым островом. |
| Контрерас       | 625,5        | 945             | 0               | |
| Бенхамин        | 618,2        | 923             | 0               | |
| Гордон          | 591,3        | 1584            | 0               | |
| Патрисио-Линч   | 560,8        | 853             | 0               | |
| Хорхе-Монт      | 536,5        | 731             | 0               | |
| Морнингтон      | 528,8        | 762             | 0               | |
| Дуке-де-Йорк    | 522          | 853             | 0               | |
| Трайген         | 520,2        | 701             | 0               | |
| Эсмеральда      | 515,2        | 1250            | 0               | |